# 小行星3989
小行星3989（3989 Odin）是一颗围绕太阳公转的小行星。1986年9月8日，波爾·延森在霍尔拜克发现了此天体。
該小行星以北歐神話的主神奧丁命名。
这颗小行星的绝对星等为52.39553552801099等。